# Jischtabach
Birkat Jischtabach (hebräisch ”בִּרְכַּת יִשְׁתַּבַּח“); deutsch „Segensspruch – Gepriesen […]“ ist Bestandteil des jüdischen Morgengebets und in diesem Teil der sogenannten Psuke desimra, den Psalmen im jüdischen Morgengebet.

## Beschreibung

### Lobpreisung Gottes
Im Segensspruch spielt die Bedeutung und Symbolik der Ziffer „Fünfzehn“ eine zentrale Rolle. So gibt es in der ersten Hälfte des Segensspruches bis zu den Worten „Gesegnet bist Du, Gott …“ (hebräisch בָּרוּךְ אַתָּה- ה') fünfzehn Ausdrücke für die Lobpreisung Gottes. In der zweiten Hälfte des Segensspruches gibt es erneut fünfzehn Ausdrücke für Gottes Lobpreisung. Die Zahl fünfzehn spielt auf den göttlichen Namen JHWH an, weil dessen Gematrie ebenso die Zahl fünfzehn ergibt. Ebenso ist es eine Anspielung auf die fünfzehn Lieder der „Schirej ha-Maalot“ (hebräisch שִׁירֵי המַעֲלוֹת) komponiert durch König David (Psalme 120–134). Es gibt zwei Themen im Jischtabach: Gottes Kraft und Macht, die Lob und Anbetung verdienen, und dass man dafür immer wieder Gott loben soll.

### Baruch sche-amarundJischtabach
Der Segensspruch Jischtabach steht in der Komposition der Texte in Verbindung mit dem Segensspruch Baruch sche-amar. Während Baruch sche-amar die Psuke desimra eröffnet, schließt Jischtabach  die Psuke desimra ab. Da Baruch sche-amar im Stehen vorgetragen wird, gilt dies auch für Jischtabach. Daher wird Jischtabach normalerweise im Stehen vorgetragen. Trotzdem haben manche Gemeinden an Schabbat den Brauch, dabei zu sitzen.
Dass die Eröffnung der Psuke desimra mit Baruch sche-amar und der Abschluss des Psuke desimra mit Jischtabach in gleicher Weise vorgetragen werden, soll die Bedeutung des Psuke desimra als eigenständigen – in sich abgeschlossenen – Abschnitt unterstreichen. So darf Jischtabach erst vorgetragen werden, nachdem Baruch sche-amar vorgetragen wurde, weil Baruch sche-amar den Eröffnungssegen und Jischtabach den Abschlusssegen desselben Abschnitts bilden.

### Urheber
Der Autor des Jischtabach ist bis heute nicht bekannt. Aber die Anfangsbuchstaben des zweiten, dritten, vierten sowie fünften Wortes (hebräisch שִׁמְךָ לָעַד מַלְכֵּנוּ הָאֵל) im Gebet ergeben שׁלמה (Schlomo), eine Anspielung auf den Urheber König Salomon oder eine Widmung zu seinen Ehren.

## Text und Übersetzung
| יִשְׁתַּבַּח שִׁמְךָ לָעַד מַלְכֵּנוּ הָאֵל הַמֶּלֶךְ הַגָּדוֹל וְהַקָּדוֹשׁ, בַּשָּׁמַיִם וּבָאָרֶץ, כִּי לְךָ נָאֶה יְיָ אֱלֹהֵינוּ וֵאלֹהֵי אֲבוֹתֵינוּ שִׁיר וּשְׁבָחָה, הַלֵּל עֹז וּמֶמְשָׁלָה, נֶצַח, גְּדֻלָּה וּגְבוּרָה, תְּהִלָּה, וְתִפְאֶרֶת, קְדֻשָּׁה, וּמַלְכוּת: בְּרָכוֹת וְהוֹדָאוֹת מֵעַתָּה וְעַד עוֹלָם : בָּרוּךְ אַתָּה יְיָ אֵל מֶלֶךְ גָּדוֹל בַּתִּשְׁבָּחוֹת, אֵל הַהוֹדָאוֹת, אֲדוֹן הַנִּפְלָאוֹת הַבּוֹחֵר בְּשִׁירֵי זִמְרָה מֶלֶךְ אֵל חֵי הָעוֹלָמִים | “ |
| – Siddûr tefillôt Yiśrāʾēl |   |

„Gepriesen werde Dein Name, unser König, für immer, Gott König, der der Große und Heilige ist im Himmel und auf Erden. Denn Dir, Gott unser Gott und unserer Väter Gott, gebührt Lied und Preis, Thatenlob und Gesang, Unüberwindlichkeit und Herrschaft, Sieg, Größe und Macht, Thatenpreis und Herrlichkeit, Heiligkeit und Königtum, Segnungen und Dankbekenntnisse von jetzt bis in Ewigkeit. Gesegnet seist Du, Gott, Gott König, groß in Preisgesängen, Gott der Dankbekenntnisse, Herr der Wunder, der Wohlgefallen hat an Gesangesliedern, König, Gott, aller Zeiten Leben.“